# Opius clausus
Opius clausus är en stekelart som beskrevs av Fischer 1958. Opius clausus ingår i släktet Opius och familjen bracksteklar. Inga underarter finns listade i Catalogue of Life.